# إلفيس بريسلي
ألفيس آرون بريسلي (ولد 8 يناير 1935 – توفي 16 أغسطس 1977) هو مغني وكاتب أغاني وممثل أمريكي راحل. يعتبر أحد أهم الرموز الثقافية في القرن العشرين، وغالبا ما يشار إليه باسم «ملك الروك آند رول» أو بشكل أبسط «الملك». خلال مسيرتهِ الفنية ظهر الفيس في 31 فلم وسجل 784 أغنية وأدى أكثر من 1,684 حفل غنائي.
ولد بريسلي في مدينة توبيلو في ولاية ميسيسيبي، وانتقل إلى ممفيس، تينيسي مع عائلته عندما كان يبلغ من العمر 13 عاما. بدأت مسيرته الموسيقية هناك في عام 1954، عندما سجل أغنية مع المنتج سام فيليبس في صن ريكوردز. كان بريسلي أحد رواد موسيقى الروكابيلي، وهي موسيقى سريعة مزجت موسيقى الكانتري مع موسيقى الريثم أند بلوز، ورافقه عازف الجيتار سكوتي مور وعازف الباس بيل بلاك. حصل بريسلي على عقد مع آر سي أيه فيكتور في صفقة رتبها كولونيل توم باركر الذي أدار مسيرة المغني لأكثر من عقدين. أولى أغاني بريسلي على هذه العلامة هي "Heartbreak Hotel"، وصدرت في يناير 1956 وحققت نجاحا كبيرا في الولايات المتحدة. اعتبر بريسلي شخصية رائدة في عالم الروك أند رول بعد سلسلة من النجاحات على حفلات التلفزيون وأغانيه التي تصدرت مختلف القوائم. كانت طريقة غنائه الحيوية وأدائه المليء بالإيحاءات الجنسية، إلى جانب تجاوزه لحدود الأعراق في زمن بزوغ حركة الحقوق المدنية، كلها عوامل جعلته شخصية شعبية جدا ومثيرة للجدل.
في نوفمبر 1956، قدم بريسلي أول أفلامه بعنوان Love Me Tender. في عام 1958، تم تجنيده في الخدمة العسكرية. واستأنف مسيرته الغنائية بعد عامين، وأنتج مجموعة من أنجح أعماله قبل أن يكرس جزءا كبيرا من وقته في الستينيات لتصوير الأفلام في هوليوود وإنتاج ألبومات الموسيقى التصويرية لهذه الأفلام، وتعرض معظمها لانتقادات شديدة من النقاد. في عام 1968، بعد انقطاع دام سبع سنوات عن العروض الحية، عاد إلفيس إلى المسرح في عرض تلفزيوني خاص لقناة NBC TV بأسم Elvis-68 Comeback Special نال شهرة كبيرة، فمكنه هذا من إقامة حفلات عديدة في لاس فيغاس من العام 1970_1972 وأقام سلسلة من الجولات المربحة. في عام 1973، ظهر بريسلي في أول حفل يبث عالميا عبر الأقمار الصناعية لاكثر من 40 دولة عبر آسيا وأوروبا Aloha from Hawaii شاهد الحفل أكثر من بليون شخص حول العالم كانت المشاهدات تتخطى مشاهدة أول هبوط على سطح القمر كانت كلفة الإنتاج عالية لهذا الحفل بالنسبة لذلك الوقت بحدود 2.5 مليون دولار.وفي 16 أغسطس 1977، أصيب بنوبة قلبية في بيته في غريسلاند، وتوفي بسببها. أتت وفاته في أعقاب سنوات عديدة من تعاطي الادوية مما أدى إلى تدهور حالته الصحية وموته.
بريسلي هو أحد أشهر الموسيقيين وأكثرهم تأثيرا في القرن العشرين. ونجح تجاريا في العديد من الأصناف الموسيقية، بما في ذلك البوب والبلوز والإنجيل والكانتري، وهو أحد أكثر الفنانين المنفردين مبيعا في تاريخ الموسيقى المسجلة، مع مبيعات قياسية تقدر بحوالي 500 مليون وحدة في جميع أنحاء العالم. وفاز بثلاث جوائز غرامي، كما حصل على جائزة غرامي لإنجاز العمر في سن السادسة والثلاثين، وتم إدخاله في العديد من قاعات مشاهير الموسيقى. يعتبر بيته في غريسلاند أكثر البيوت زيارة في الولايات المتحدة الأمريكية بعد البيت الأبيض بمعدل 650,000 سائح في السنة.

## إلفيس مع والديه
ولد إلفيس أرون بريسلي في 8 يناير 1935 بشرق توبيلو بولاية ميسيسيبي بالولايات المتحدة الأمريكية، لعائلة متواضعة الحال والده هو فيرنون بريسلي، ووالدته هي جلاديس، وكان له أخ توأم يدعى جيسي توفي أثناء ولادته، حصل بريسلي على شهادته الثانوية عام 1953، وأنبهر منذ الصغر بالموسيقى وهام بها حباً ورشح لعدد من المسابقات وكانت الموسيقى هي السبب في حصوله على أول جيتار له كجائزة في إحدى المسابقات عام 1946، ولم يكن هذا هو الجيتار الأخير في حياة الفيس بريسلي الحافلة التي أذاب فيها موسيقى الكونتري مع الروك اند رول فانفعل معها وبها وارتج المسرح تحت قدميه بعد أن زلزله برقصه وأغانيه.
بدأ مشوار بريسلي الفني بتكوين فرقة موسيقية صغيرة تقدم فنها داخل الحانات، ثم جاء الاتفاق مع أحد المنتجين الذي استمع إلى غنائه وأعجب به وبدأ بريسلي رحلته الجادة في عالم الموسيقى بتسجيل أولى أغانيه بعنوان ذاتس أول رايت وتبعها بأغنية بلو مون أوف كنتاكي وقد حققت الأغنيتان الكثير من النجاح، وبدأ أسلوب ألفيس الغنائي المميز في الظهور والتألق، وتوالت أعماله وعروضه المسرحية فأذهب

## بريسلي في أحد أفلامه
لمع اسم ألفيس بريسلي كمغني شهير لموسيقى الروك آند رول وبالإضافة لموهبته في الغناء، تألق أيضاً كممثل فقدم حوالي 31 فيلما كان أولها فيلم " Love me tender " عام 1956، ومن أشهرها «تحيا لاس فيجاس»، وهاواي الزرقاء، اتبع ذاك الحلم، طريق سريع، وتوالت أفلامه بعده، ونذكر من أغنياته الشهيرة لا تكن قاسياً، أحبني بلطف، صخرة السجن، أريدك.. أحتاجك.. أحبك،
القطار الغامض، Can't help falling in love with you وغيرها الكثير من الأغاني التي سلبت لب الشباب وما زالت تلقى صدى واسعاً بينهم حتى وقتنا هذا.
حقق ألفيس بريسلي على مدار تاريخه الفني أعلى نسب مبيعات لألبوماته الغنائية، فبيع له أكثر من 500 مليون تسجيل عالمي، محققاً ومحطماً الأرقام القياسية، فكان له 120 أغنية فردية وصلت إلى قائمة أفضل 40 أغنية أمريكية مبيعاً، وعشرين أغنية وصلت إلى المركز الأول، وخلال الفترة ما بين عامي 1956، 1962 تمكن من أن يصل بـ 24 أغنية متتالية إلى قائمة أفضل 5 أغان واستطاعت كل من هذه الأغاني أن تبيع أكثر من مليون نسخة، لألفيس 8 أغاني صنّفت كأفضل أغانٍ على مر العصور ولم يستطع أحد أن يكسر الأرقام التي حققها، كما قام ألفيس بإحياء العديد من الحفلات الناجحة بلاس فيجاس وكافة أنحاء الولايات المتحدة.

## حياته في كتاب
قام الناقد الموسيقي والكاتب الأمريكي بيتر جورالنيك بإصدار كتاب «حب يقتل: سقوط ألفيس بريسلي» والذي يتناول السيرة الذاتية لبريسلي في الجزء الثاني من حياته فيتناول المرحلة التي بدأ فيها النجم في الانهيار، كما يتعرض الكاتب في مؤلفه للشهرة وتبعاتها، ويأتي هذا الكتاب كجزء ثانٍ للكتاب الأول الذي حمل عنوان «آخر قطار إلى ممفيس: صعود ألفيس بريسلي» والذي روى فيه كيف اعتلى بريسلي عرش الموسيقى الأمريكية، وذلك باعتباره ملك لموسيقى الروك، ويشكل الكتابان أكبر كتب السير الذاتية التي تم كتاباتها عن واحد من نجوم الفن خلال القرن العشرين، هذا بالإضافة للكثير من الكتب التي تم كتابتها عن حياة هذا النجم.
كما تم تناول قصة حياة ملك الروك ألفيس بريسلي في مسلسل تلفزيوني عام 2005 بعنوان «ألفيس» وفاز هذا المسلسل بجائزة «جولدن جلوب».
تزوج ألفيس بريسلي من فتاة جميلة تدعى بريسيلا آن بيليو عام 1967 وأنجب منها ابنته الوحيدة ليزا ماري بريسلي، ولكن واجه في زواجه الكثير من المشاكل وانتهى بالطلاق فلم يوفق في حياته العاطفية على الرغم من كثرة معجباته، عُرف عن بريسلي تواضعه و رِقّة طبعه في تعامله مع من حوله.

## وفاته

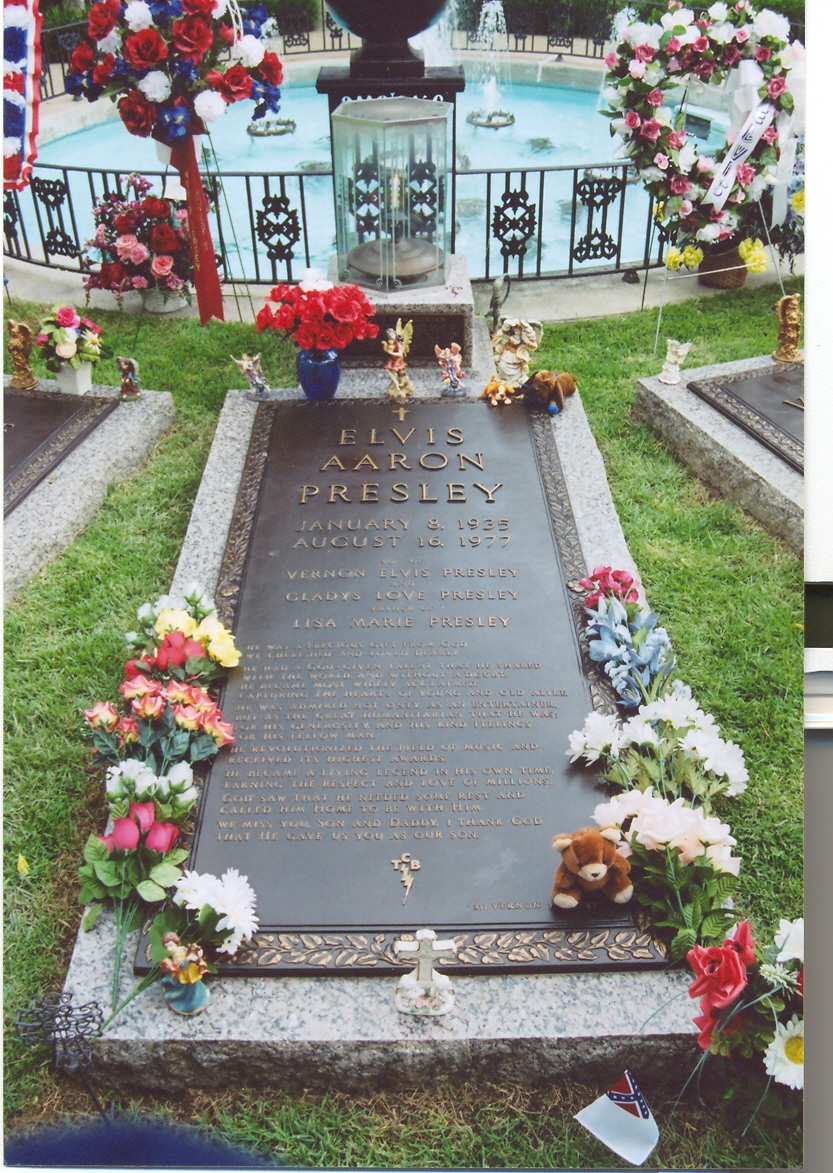
موقع دفن إلفيس، في غريسلاند، ممفيس تينيسي تصوير جان كرونسيل، 2002

امتد النشاط الغنائي والفني للملك بريسلي في الفترة ما بين 1954- 1977، ثم جاءت وفاته في السادس عشر من أغسطس عام 1977 عن عمر يناهز الثانية والأربعين عاماً، بعد أن شهد الجزء الثاني من حياته مرحلة انهيار تدريجي وأدمن المخدرات وعُثر عليه ميتاً نتيجة لتناوله جرعة مخدر زائدة، وكانت آخر حفلاته في إنديانا بوليس في يونيو 1977.
كما قال عنه المطرب البريطاني ألتون جون «اسألوا الجميع من حولكم، لو لم يكن ألفيس موجودا لا أعلم ماذا كان سيحل بموسيقى الروك اليوم.. فهو أول من نجح في التوفيق بين موسيقى الكونتري الخاصة بالبيض والبلوز الخاصة بالسود، فكسر التمييز داخل أمريكا المحافظة العنصرية في هذا الوقت».
تحول منزله جريسلاند بولاية تينيسي الأمريكية إلى متحف يَفد عليه أكثر من نصف مليون زائر سنوياً لمشاهدة مقتنياته، ويتبارى الناس في ذكراها بمحاولة تقليده ويتم تنظيم مسابقات لأفضل شخص يتمكن من تقمص شخصية بريسلي ويبرع في تقليده، بالإضافة لأفضل زي تنكري، وقامت الولايات المتحدة بإصدار طابع بريد عام 1993 يحمل صورته.
لم يقلّ هوَس الشباب والناس كافة ببريسلي حتى بعد وفاته حيث أطلق اسمه على مئات الأطفال داخل أمريكا عقب وفاته، بالإضافة لمحاولة الاستفادة من اسمه بكافة الأشكال فأطلق على العديد من الفنادق والمطاعم، وقام الكثيرون بالتشبه به بملابسه وشعره، ولم يصدق البعض وفاته، وغيرها الكثير من أشكال الهوَس بشخصية وفن ألفيس.

## لا يزال أسطورة
على الرغم من وفاة بريسلي إلا أنه لا يزال يشكل حالة فريدة بين الأشخاص العادية والمطربين، فيسعى الجميع من أجل تجديد ذكراه بشتى السبل، وفي استغلال للتكنولوجيا الحديثة سيُدْمَج صوته وصوت كبار مطربي الكونتري المعاصرين مثل مارتينا مأكبرايد وسارا إيفانز في ألبوم غنائي حديث حيث ستجمع أغانيهم مع مقاطع من أغاني ألبوم «أغاني الميلاد» لبريسلي والذي أصدره عام 1957، ليكون هذا بمثابة إحياء عملي لذكرى الملك.
كما قامت إحدى شركات تصنيع لعب الأطفال بتصنيع دمية جديدة لألفيس وزوجته بريسيلا بريسلي وهما يرتديان ملابس الزفاف.
وأظهرت إحدى الإحصائيات أن بريسلي لا يزال يحقق دخل مادي خيالي على الرغم من وفاته، حيث ما زالت ألبوماته الغنائية تدر ملايين الدولارات سنوياً على ورثته، بالإضافة لما يدره قصره بممفيس بولاية تينيسي الأمريكية، واستغلال اسمه وصوره للترويج للمنتجات، وإقامة فرق غنائية تحمل اسمه وغيرها الكثير من الاستثمارات والأرباح التي تدر كنتيجة لاستغلال نجاح ألفيس وشهرته، وقد وضعته مجلة فوربس الأمريكية الشهيرة في قائمة أصحاب أكبر دخول بين المشاهير الذين ماتوا.